# Annenstraße 9 (Wuppertal)

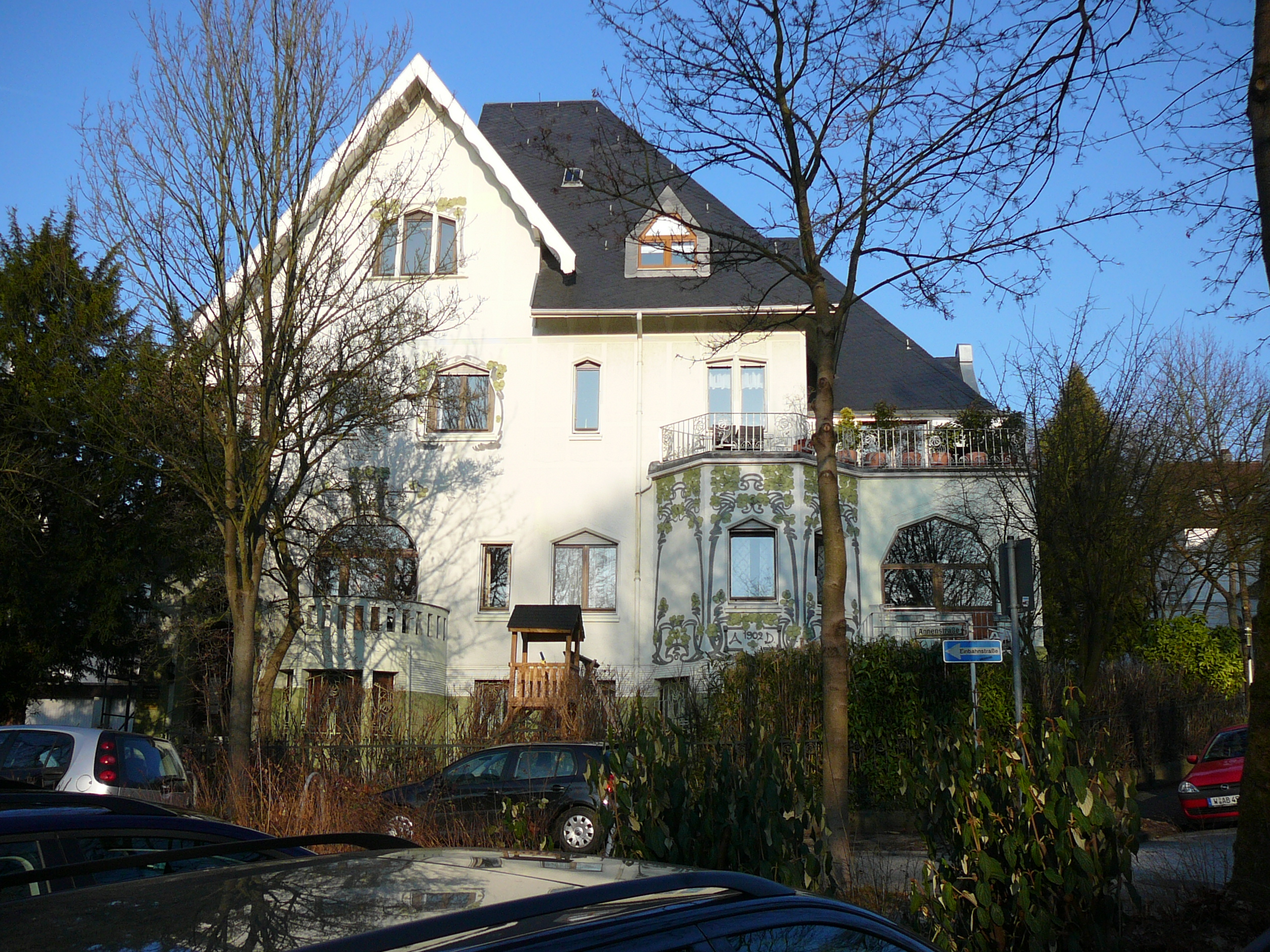
Villa Annenstraße 9

Die Villa Annenstraße 9 ist ein denkmalgeschütztes Gebäude im Wuppertaler Zooviertel, einer Villenkolonie, die als Denkmalbereich ausgewiesen ist. Sie wurde laut einer Inschrift 1902 errichtet.

## Beschreibung
Das Objekt ist eine mehrgeschossige Villa im Jugendstil mit zum Wohngeschoss ausgebautem Walmdach mit zahlreichen Gauben und Dachflächenfenster. Die Villa hat grundsätzlich einen rechteckigen Grundriss, dieser ist mit einem halbrunden erkerartigen Vorbau rechts der Eingangstüre mit einem trapezförmigen Grundriss nach Südwesten erweitert. Nach der Erbauung wurde zu späterer Zeit nach Nordosten der Grundriss mit einem Freisitz erweitert. Ein ehemals zum Gebäude gehöriger größerer Garten an der Jaegerstraße ist nicht mehr erhalten.
Trotz des Einbaus moderner Fenster und des Anbaus von Garagen, was das ursprüngliche Erscheinungsbild beeinträchtigt, wurde die Villa am 18. Oktober 1994 als Baudenkmal in die Denkmalliste der Stadt Wuppertal eingetragen. Sie gilt als ein frühes Beispiel der Jugendstilarchitektur in Wuppertal und ist im Zooviertel die einzige freistehende Villa mit durchgängigem Jugendstildekor.